# Richard Clayderman
Richard Clayderman, ursprungligen Philippe Pagès, född 28 december 1953 i Paris, är en fransk pianist. Han har släppt flera album där han spelar klassisk musik av till exempel Beethoven, Chopin och Mozart. Förutom klassiska kompositörer har han också tolkat modernare musik, och bland annat har han spelat in instrumentala versioner av låtar från så vitt skilda artister som The Beatles, Céline Dion, Righteous Brothers och Frank Sinatra.
Clayderman anses som en av de mest framgångsrika pianisterna inom sentida (populär)musik. Han är bland annat förknippad med "Ballade pour Adeline", som hördes på hans debutalbum med samma namn på från 1977. Albumet har sålt i mer än 20 miljoner exemplar.